# Skogssäckmossa
Skogssäckmossa (Calypogeia integristipula) är en bladmossart som beskrevs av Franz Stephani. Skogssäckmossa ingår i släktet säckmossor, och familjen Calypogeiaceae. Arten är reproducerande i Sverige. Inga underarter finns listade i Catalogue of Life.